# Beijing Guoan Singapore
El Beijing Gouan Singapore fue un equipo de fútbol de China que jugó en la S.League, la máxima categoría de fútbol en Singapur.

## Historia
Fue fundado en el año 2010 en la ciudad de Gouan como un equipo filial del Beijing Guoan de la Super Liga China, por lo que el club está compuesto por jugadores de las fuerzas básicas del primer equipo.
Fue el noveno equipo extranjero en formar parte de la S.League desde la aparición del primer club (Sinchi FC) en el año 2003, quedando en décimo lugar en la temporada 2010 y siendo eliminado de ambas copas de Singapur en la primera ronda.
Para la temporada 2011 la Asociación de Fútbol de Singapur decidió reemplazar al equipo en la S.League con el Tanjong Pagar United.